# Alberto II di Baviera-Straubing

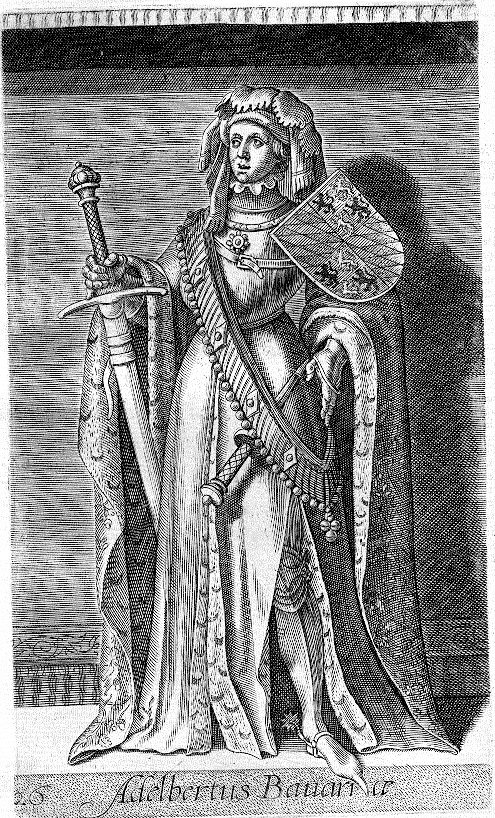
Alberto I di Baviera-Straubing, padre di Alberto II

Alberto II di Wittelsbach-Straubing (1369 – Kelheim, 21 gennaio 1397) fu un coreggente feudale del padre, Alberto I di Baviera nelle contee d'Olanda, Hainaut e Zelanda nei Paesi Bassi. Inoltre, dal 1389 amministrò sino alla sua morte nel 1397 il territorio bavarese di Straubing in nome del padre, divenendo appannaggio della sua linea ducale.

## Origine
Alberto, secondo il continuatie IV della Chronologia Johannes de Beke era il figlio maschio secondogenito del duca di Baviera, conte d'Olanda e Zelanda e conte d'Hainaut, Alberto I e della moglie, Margherita di Brieg, figlia di Ludovico I il Giusto e di sua moglie Agnese di Sagan (sia il matrimonio che la paternità sono confermati dal Scriptores rerum silesiacarum: oder, Sammlung schlesischer ..., Volume 1).
Alberto I era il figlio maschio terzogenito della Contessa di Hainaut e Contessa d'Olanda e di Zelanda, Margherita e del marito, il duca di Baviera, re di Germania e imperatore, Ludovico IV di Wittelsbach, detto il Bavaro: infatti secondo il continuatie III della Chronologia Johannes de Beke era fratello del conte, Guglielmo V, che, secondo il capitolo n° 81a della Chronologia Johannes de Beke Guglielmo era figlio della Contessa di Hainaut e Contessa d'Olanda e di Zelanda, Margherita e del marito, il duca di Baviera, re di Germania e imperatore, Ludovico IV di Wittelsbach, detto il Bavaro, figlio, secondo la Notæ Fuerstenfeldenses de Ducibus Bavariæ, del duca dell'Alta Baviera Ludovico II (il Severo) e di Matilde d'Asburgo.
Ancora secondo il capitolo n° 81a della Chronologia Johannes de Beke Margherita era la figlia femmina primogenita del Conte di Hainaut e conte d'Olanda e di Zelanda, Guglielmo e della moglie Giovanna di Valois (1294-6 aprile 1342), la figlia terzogenita di Carlo di Valois e di Margherita d'Angiò, e come ci ricorda la Chronologia Johannes de Beke, era sorella del futuro re di Francia (1328) Filippo VI.
Tra i suoi fratelli e sorelle si ricordano Guglielmo VI, conte d'Olanda, Giovanni III, conte d'Olanda, Giovanna, regina di Boemia e di Germania, Giovanna Sofia, duchessa d'Austria e Margherita, contessa di Nevers, poi Duchessa di Borgogna, contessa di Borgogna (Franca Contea), Artois e Fiandre.

## Biografia
Nel 1357, suo zio, il duca di Baviera, conte d'Olanda e Zelanda e conte d'Hainaut, Guglielmo, iniziò a mostrare i primi segni di squilibrio mentale, per tale ragione, suo padre, Alberto, allora ventiduenne, assunse la reggenza (reggente, o ruwaard in olandese) dell'Olanda e dell'Hainaut, come ci viene confermato dal continuatie III della Chronologia Johannes de Beke. Suo padre, Alberto formalmente non succedette al fratello sino al 1388, approfittando di questo periodo per maritare tutte le sue figlie con nobili e principi dell'Impero.
Infatti, durante la reggenza, i suoi genitori, Alberto e Margherita maritarono tutte le loro figlie con nobili e principi dell'Impero, tra cui, Margherita andò in sposa a Giovanni di Borgogna, erede del ducato di Borgogna (il loro figlio Filippo III di Borgogna ereditò infine alcuni dei territori di Alberto I), mentre il figlio, Guglielmo sposava la sorella di Giovanni, Margherita e Giovanna, come ci viene confermato dal Benessii de Weitmil Chronicon Ecclesiæ Pragensis, Liber IV, Scriptores Rerum Bohemicarum, Tomus II, il 17 novembre 1370, sposò Venceslao, re dei Romani, figlio dell'imperatore Carlo IV e della sua terza moglie, Anna di Schweidnitz, come ci conferma il Benessii de Weitmil Chronicon Ecclesiæ Pragensis, Liber IV, Scriptores Rerum Bohemicarum, Tomus II; anche il continuatie IV della Chronologia Johannes de Beke, conferma il matrimonio.
Di Alberto II si hanno scarse notizie, e, dopo la morte della madre, 1386, trascorse gran parte della sua vita a Straubing, preoccupandosi del benessere della città ed incoraggiando l'operato della chiesa. Preferì non interferire nelle vicende interne dello stato che avevano per protagonisti i suoi cugini, i figli di Stefano II di Baviera ma supportò la loro guerra contro la confederazione delle città della Svevia e contro l'Arcivescovo Salisburgo.
Anche, dopo l'omicidio dell'amante di suo padre, Aleid van Poelgeest, nel settembre 1393 a L'Aia, fu a fianco del padre, che perseguitò a lungo il partito dei nobili, responsabili del delitto, distruggendo la maggior parte delle loro roccaforti. Fu a fianco del padre anche nella contesa che ebbe col figlio maschio primogenito, Guglielmo, che li portò ad uno scontro, che ben presto ebbe termine.
Alberto morì a Kelheim, il 21 gennaio 1397, dopo essere tornato da un viaggio, e fu sepolto a Straubing.

## Discendenza
Di Alberto non si conosce alcuna discendenza.

## Ascendenza
|                                 |                         |                                  | Genitori                         |  |  | Nonni |  |  | Bisnonni                   |  |  | Trisnonni            |  |
|                                 |                         |                                  |                                  |  |  |       |  |  | Ludovico II del Palatinato |  |  | Ottone II di Baviera |  |
|                                 |                         |                                  |                                  |  |  |       |  |  | Ludovico II del Palatinato |  |  | Ottone II di Baviera |  |
|                                 |                         | Agnese del Palatinato            |                                  |  |  |       |  |  | Ludovico II del Palatinato |  |  |                      |  |
| Ludovico il Bavaro              |                         |                                  |                                  |  |  |       |  |  | Ludovico II del Palatinato |  |  |                      |  |
|                                 |                         | Matilde d'Asburgo                | Rodolfo I d'Asburgo              |  |  |       |  |  |                            |  |  |                      |  |
|                                 |                         | Matilde d'Asburgo                | Rodolfo I d'Asburgo              |  |  |       |  |  |                            |  |  |                      |  |
|                                 |                         | Matilde d'Asburgo                | Gertrude di Hohenberg            |  |  |       |  |  |                            |  |  |                      |  |
| Alberto I di Baviera            |                         | Matilde d'Asburgo                |                                  |  |  |       |  |  |                            |  |  |                      |  |
|                                 |                         | Guglielmo I di Hainaut           | Giovanni I di Hainaut            |  |  |       |  |  |                            |  |  |                      |  |
|                                 |                         | Guglielmo I di Hainaut           | Giovanni I di Hainaut            |  |  |       |  |  |                            |  |  |                      |  |
|                                 |                         | Guglielmo I di Hainaut           | Filippa di Lussemburgo           |  |  |       |  |  |                            |  |  |                      |  |
| Margherita II di Hainaut        |                         | Guglielmo I di Hainaut           |                                  |  |  |       |  |  |                            |  |  |                      |  |
|                                 |                         | Giovanna di Valois               | Carlo di Valois                  |  |  |       |  |  |                            |  |  |                      |  |
|                                 |                         | Giovanna di Valois               | Carlo di Valois                  |  |  |       |  |  |                            |  |  |                      |  |
|                                 |                         | Giovanna di Valois               | Margherita d'Angiò               |  |  |       |  |  |                            |  |  |                      |  |
| Alberto II di Baviera-Straubing |                         | Giovanna di Valois               |                                  |  |  |       |  |  |                            |  |  |                      |  |
|                                 | Boleslao III il Prodigo | Enrico V il Grasso               |                                  |  |  |       |  |  |                            |  |  |                      |  |
|                                 | Boleslao III il Prodigo | Enrico V il Grasso               |                                  |  |  |       |  |  |                            |  |  |                      |  |
|                                 | Boleslao III il Prodigo | Elisabetta di Kalisz             |                                  |  |  |       |  |  |                            |  |  |                      |  |
| Ludovico I il Giusto            | Boleslao III il Prodigo |                                  |                                  |  |  |       |  |  |                            |  |  |                      |  |
|                                 |                         | Margherita di Boemia             | Venceslao II di Boemia           |  |  |       |  |  |                            |  |  |                      |  |
|                                 |                         | Margherita di Boemia             | Venceslao II di Boemia           |  |  |       |  |  |                            |  |  |                      |  |
|                                 |                         | Margherita di Boemia             | Guta d'Asburgo                   |  |  |       |  |  |                            |  |  |                      |  |
| Margherita di Brieg             |                         | Margherita di Boemia             |                                  |  |  |       |  |  |                            |  |  |                      |  |
|                                 |                         | Enrico IV il Fedele              | Enrico III di Głogów             |  |  |       |  |  |                            |  |  |                      |  |
|                                 |                         | Enrico IV il Fedele              | Enrico III di Głogów             |  |  |       |  |  |                            |  |  |                      |  |
|                                 |                         | Enrico IV il Fedele              | Matilde di Brunswick-Lüneburg    |  |  |       |  |  |                            |  |  |                      |  |
| Agnese di Sagan                 |                         | Enrico IV il Fedele              |                                  |  |  |       |  |  |                            |  |  |                      |  |
|                                 |                         | Matilde di Brandeburgo-Salzwedel | Ermanno di Brandeburgo-Salzwedel |  |  |       |  |  |                            |  |  |                      |  |
|                                 |                         | Matilde di Brandeburgo-Salzwedel | Ermanno di Brandeburgo-Salzwedel |  |  |       |  |  |                            |  |  |                      |  |
|                                 |                         | Matilde di Brandeburgo-Salzwedel | Anna d'Asburgo                   |  |  |       |  |  |                            |  |  |                      |  |
|                                 |                         | Matilde di Brandeburgo-Salzwedel |                                  |  |  |       |  |  |                            |  |  |                      |  |

### Fonti primarie
- (LA) Monumenta Germaniae Historica, Scriptores, tomus XXIV. URL consultato il 1º marzo 2020 (archiviato dall'url originale il 18 luglio 2018)..
- (LA) Chronologia Johannes de Bek..
- (LA) Scriptores rerum silesiacarum: oder, Sammlung schlesischer ..., Volume 1.
- (LA) Chronicon Bohemicum Anonymi, Scriptores Rerum Bohemicarum, Tomus II.

### Letteratura storiografica
- W.T. Waugh, "Germania: Carlo IV", cap. X, vol. VI (Declino dell'impero e del papato e sviluppo degli stati nazionali) della Storia del Mondo Medievale, 1999, pp. 401–422.
- Henry Pirenne, "I Paesi Bassi", cap. XII, vol. VII (L'autunno del Medioevo e la nascita del mondo moderno) della Storia del Mondo Medievale, 1999, pp. 411–444.